# 中嶋敬春
中嶋 敬春（なかじま たかはる、1983年1月2日 - ）は、長野県川上村出身の元スピードスケート選手である。

## 来歴
佐久長聖高等学校-日本体育大学-日体大研究員-十六銀行。
1998年全国中学校スケート大会3000mで優勝。
2000年の世界ジュニアスピードスケート選手権大会（フィンランド・セイナヨキ）で総合2位。2000年、2001年の全国高等学校スケート選手権大会スピード競技（インターハイ）1500mを連覇。
2002年ソルトレイクシティオリンピック代表に選ばれ、男子1500m23位となった。
2005年冬季ユニバーシアードでは1000mで金、1500mで銅メダルを獲得した。
2006年トリノオリンピック代表に選ばれ、男子1000m27位、男子1500m38位となった。
2011-2012シーズン限りで現役を引退。

## 自己記録
| 種目   | 記録       |
| ------ | ---------- |
| 500m   | 35秒42     |
| 1000m  | 1分08秒90  |
| 1500m  | 1分46秒86  |
| 5000m  | 6分47秒28  |
| 10000m | 14分37秒81 |